# 上郷 (海老名市)
上郷（かみごう）は、神奈川県海老名市にある地名。行行政地名は上郷一丁目から上郷四丁目、および住居表示未実施の大字上郷からなる。

## 地理
市内北西部の相模川左岸に位置し、一帯は相模平野の中央部にあたる。平坦地で水田も多い一方で、工場の立地も目立つ。
北東で下今泉・泉、東で扇町、南東でめぐみ町、南で河原口、西で相模川を挟んで厚木市金田および同市下依知、北で座間市四ツ谷とそれぞれ接する（特記ないものは海老名市）。

### 面積
面積は以下の通りである。
| 大字・丁目 | 面積（km2） |
| ---------- | ----------- |
| 上郷       | 0.29        |
| 上郷一丁目 | 0.23        |
| 上郷二丁目 | 0.20        |
| 上郷三丁目 | 0.25        |
| 上郷四丁目 | 0.36        |
| 計         | 1.33        |

### 河川
- 相模川
- 鳩川

### 地価
住宅地の地価は、2022年（令和4年）7月1日の公示地価によれば、上郷1-19-25の地点で19万7000円/m2となっている。

## 歴史

### 地名の由来
式内社である有鹿神社の北（＝上）に位置することから。

### 小字
1928年（昭和3年）の土地宝典に記載された大字上郷の小字（字名）は以下のとおり。
- 馬船
- 宿
- 宮畑
- 下郷
- 花ノ木
- 上道場前
- 山王脇
- 下道場前
- 熊ノ森
- 西境目
- 前田
- 姥森
- 上寺町
- 下寺町
- 江藤島
- 大田切
- 新川
- 蓮田
- 高田
- 荒田
- 六句分
- 下鎌倉町
- 上鎌倉町
- 扇田
- 塚田
- 横巻
- 四ツ島
- 槍田
- 東境目
- 上牛ヶ渕
- 下牛ヶ渕
- 外記
- 外記河原
- 中割
- 中割見取
- 中河原
- 向河原
- 南河原

### 沿革
- 江戸時代 - 高座郡上郷村（上海老名村、海老名上之郷村とも）成立。
- 1868年（明治元年） - 上郷村、神奈川府を経て神奈川県に所属。
- 1889年（明治22年）4月1日 - 町村制施行により高座郡海老名村大字上郷となる。
- 1940年（昭和15年）12月20日 - 海老名村が町制施行し、海老名町となる。
- 1971年（昭和46年）11月1日 - 海老名町が市制施行し、海老名市となる。
- 1991年（平成3年）
  - 2月25日 - 南東部の一部[注 1]が同日成立した中央一丁目に編入[7]。
  - 11月11日 - 大字国分の一部[注 2]を編入[8]。
- 2000年（平成12年）8月28日 - 西部で住居表示実施、上郷一丁目 - 四丁目成立[9]。
- 2012年（平成24年）8月13日 - 南部に飛地状に残っていた住居表示未実施区域[注 3]が河原口に編入[10]。
- 2015年（平成27年）6月15日 - 海老名駅西口土地区画整理事業に伴い、東部の一部で住居表示を実施し扇町として分立[9][11]。
- 2017年（平成29年）2月13日 - 海老名駅駅間地区と扇町北側で住居表示を実施し、それぞれめぐみ町および泉として分立[12]。

### 町名の変遷
| 実施後     | 実施年月日    | 実施前   |
| ---------- | ------------- | -------- |
| 上郷一丁目 | 2000年8月28日 | 大字上郷 |
| 上郷二丁目 | 2000年8月28日 | 大字上郷 |
| 上郷三丁目 | 2000年8月28日 | 大字上郷 |
| 上郷四丁目 | 2000年8月28日 | 大字上郷 |

## 世帯数と人口
2023年（令和5年）1月1日現在（海老名市発表）の世帯数と人口は以下の通りである。なお、二丁目の人口は0人の為、省略とする。
| 大字・丁目 | 世帯数    | 人口    |
| ---------- | --------- | ------- |
| 上郷       | 18世帯    | 49人    |
| 上郷一丁目 | 771世帯   | 1,783人 |
| 上郷三丁目 | 476世帯   | 1,143人 |
| 上郷四丁目 | 23世帯    | 38人    |
| 計         | 1,288世帯 | 3,013人 |

### 人口の変遷
国勢調査による人口の推移。
| 年                 | 人口  |
| ------------------ | ----- |
| 1995年（平成7年）  | 3,451 |
| 2000年（平成12年） | 2,994 |
| 2005年（平成17年） | 2,702 |
| 2010年（平成22年） | 2,723 |
| 2015年（平成27年） | 2,791 |
| 2020年（令和2年）  | 2,900 |

### 世帯数の変遷
国勢調査による世帯数の推移。
| 年                 | 世帯数 |
| ------------------ | ------ |
| 1995年（平成7年）  | 1,200  |
| 2000年（平成12年） | 1,099  |
| 2005年（平成17年） | 982    |
| 2010年（平成22年） | 1,021  |
| 2015年（平成27年） | 1,095  |
| 2020年（令和2年）  | 1,228  |

## 学区
市立小・中学校に通う場合、学区は以下の通りとなる（2022年12月時点）。
| 大字・丁目 | 番地                                | 小学校                                                | 中学校                                                |
| ---------- | ----------------------------------- | ----------------------------------------------------- | ----------------------------------------------------- |
| 上郷       | 381～473 675～765 790～878 937～951 | 海老名市立有鹿小学校                                  | 海老名市立海西中学校                                  |
| 上郷一丁目 | 全域                                | 海老名市立有鹿小学校                                  | 海老名市立海西中学校                                  |
| 上郷二丁目 | 全域                                | 海老名市立有鹿小学校 海老名市立今泉小学校（選択可能） | 海老名市立海西中学校 海老名市立今泉中学校（選択可能） |
| 上郷三丁目 | 全域                                | 海老名市立有鹿小学校 海老名市立今泉小学校（選択可能） | 海老名市立海西中学校 海老名市立今泉中学校（選択可能） |
| 上郷四丁目 | 全域                                | 海老名市立有鹿小学校 海老名市立今泉小学校（選択可能） | 海老名市立海西中学校 海老名市立今泉中学校（選択可能） |

## 事業所
2021年（令和3年）現在の経済センサス調査による事業所数と従業員数は以下の通りである。
| 大字・丁目 | 事業所数  | 従業員数 |
| ---------- | --------- | -------- |
| 上郷       | 20事業所  | 618人    |
| 上郷一丁目 | 58事業所  | 350人    |
| 上郷二丁目 | 1事業所   | 15人     |
| 上郷三丁目 | 14事業所  | 138人    |
| 上郷四丁目 | 19事業所  | 1,154人  |
| 計         | 112事業所 | 2,275人  |

### 事業者数の変遷
経済センサスによる事業所数の推移。
| 年                 | 事業者数 |
| ------------------ | -------- |
| 2016年（平成28年） | 163      |
| 2021年（令和3年）  | 112      |

### 従業員数の変遷
経済センサスによる従業員数の推移。
| 年                 | 従業員数 |
| ------------------ | -------- |
| 2016年（平成28年） | 3,247    |
| 2021年（令和3年）  | 2,275    |

## 交通
JR相模線および相鉄厚木線（貨物線）が地内を通るが、駅はない。かつては小田急小田原線・相鉄本線・JR相模線海老名駅が地内に所在したが、2017年までにいずれの所在地も新しい町として分離している。

### バス
- 神奈川中央交通
  - 海01系統 海老名駅西口行・内陸工業団地経由愛川バスセンター（愛川町役場）行
  - 海09系統 海老名駅西口行・桜台経由愛川バスセンター行

### 道路
国道
- 国道246号（大和厚木バイパス） - 地内北部を東西に走り、西側は相模川にかかる新相模大橋となる。三丁目と四丁目の境界をなす。

主要地方道
- 神奈川県道40号横浜厚木線 - 地内南端を東西に走る。旧国道246号。
- 神奈川県道46号相模原茅ヶ崎線 - 地内南部を北東から南西へ走る。
- 神奈川県道51号町田厚木線 - 46号と重複。

## 施設
上郷（住居表示未実施）
- 神奈川県企業庁海老名水道営業所
- ヤマト運輸海老名上郷センター
- バーミヤン海老名上郷店

上郷一丁目
- 有鹿神社[注 5]
- 龍昌院[注 6]
- ローソン海老名上郷店
- 上郷自治会館

上郷二丁目・三丁目
- 相模三川公園

上郷三丁目
- 海老名マスジド

上郷四丁目
- IJTT海老名工場(旧自動車部品工業本社)

## ギャラリー

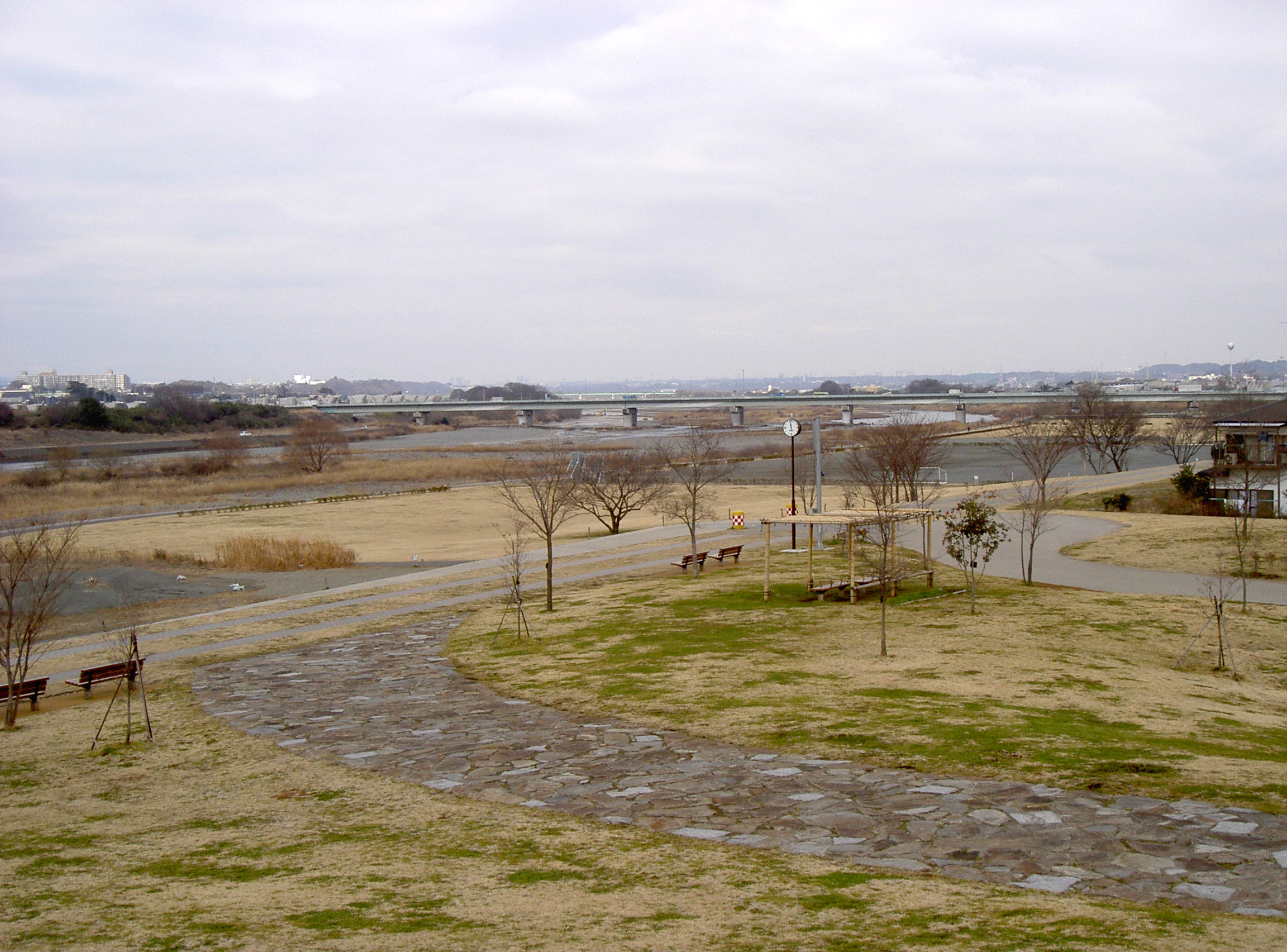
相模三川公園
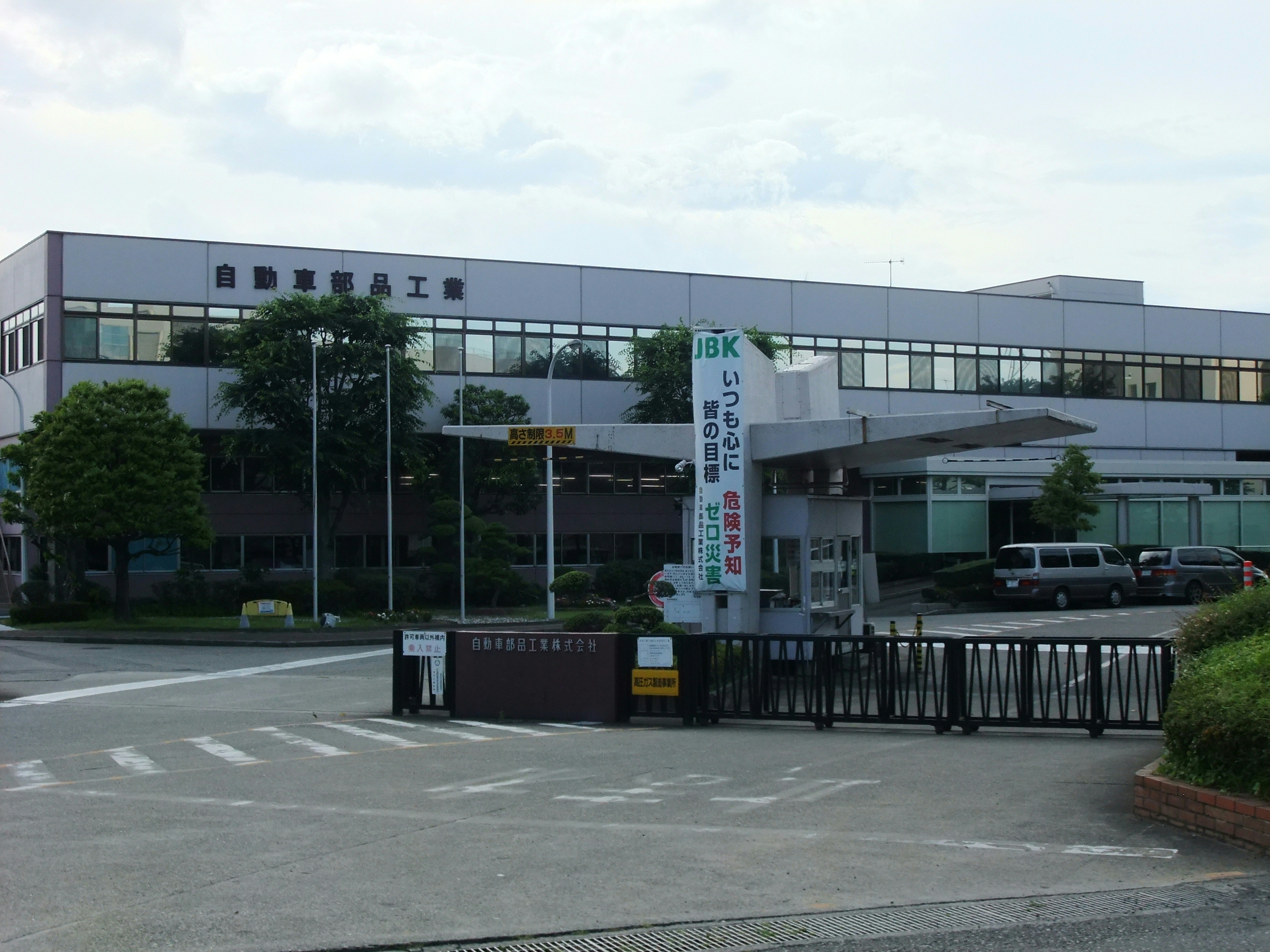
自動車部品工業本社
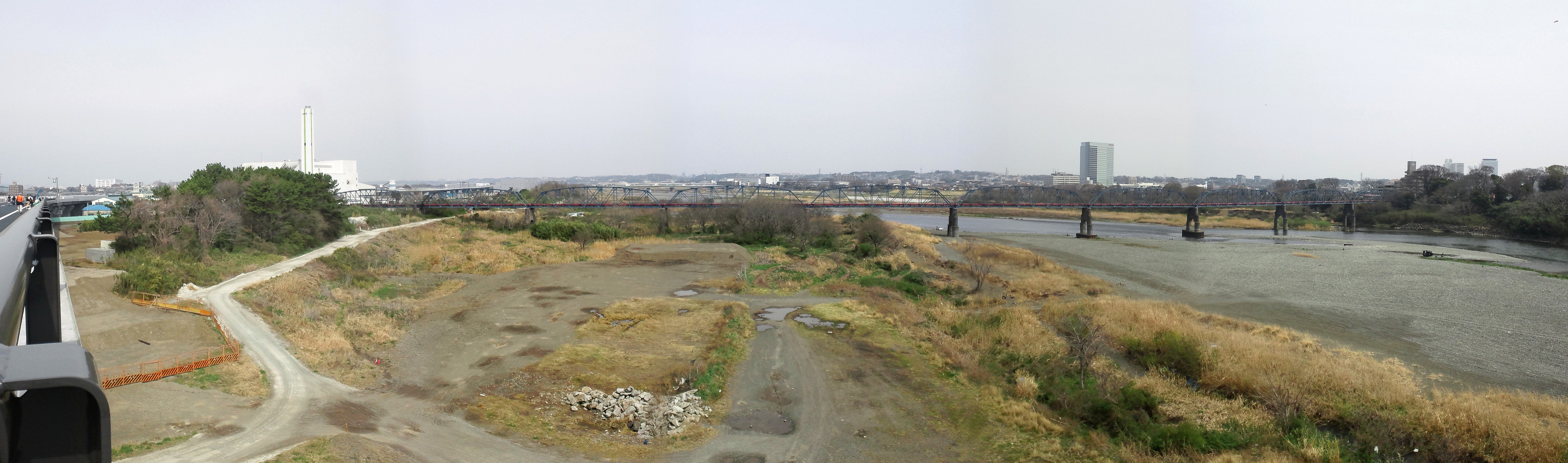
上郷水管橋（横須賀水道）

## その他

### 日本郵便
- 郵便番号 : 243-0434[3]（集配局 : 綾瀬郵便局[23]）。